# 118418 Yangmei
118418 Yangmei è un asteroide della fascia principale. Scoperto nel 1999, presenta un'orbita caratterizzata da un semiasse maggiore pari a 3,1658338 au e da un'eccentricità di 0,1039418, inclinata di 8,91074° rispetto all'eclittica.